# Miss Antigua-et-Barbuda

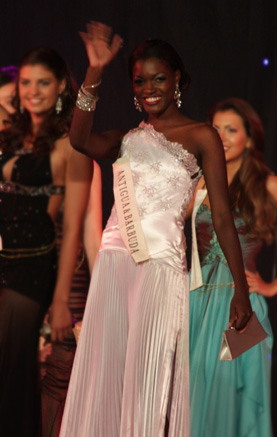
Miss Antigua & Barbuda 2008 Athina James lors des Miss World 08.

Miss Antigua-et-Barbuda désigne les concours de beauté féminine destinés aux jeunes femmes vivant à Antigua-et-Barbuda.

## Les Miss Antigua-et-Barbuda
| Année | Miss Univers     | Miss Monde                             |
| ----- | ---------------- | -------------------------------------- |
| 2001  | Janil Bird       | Janelle Williams                       |
| 2002  | Aisha Ralph      | Zara Razzaq                            |
| 2003  | Kai Davis        | Anne-Marie Browne (Terza classificata) |
| 2004  | Ann-Marie Brown  | Shermain Jeremy                        |
| 2005  | Shermain Jeremy  |                                        |
| 2006  | Shari McEwan     | -                                      |
| 2007  | Stephanie Winter | -                                      |
| 2008  | Athina James     | Athina James                           |
| 2009  | -                | -                                      |